# Чемеуэви

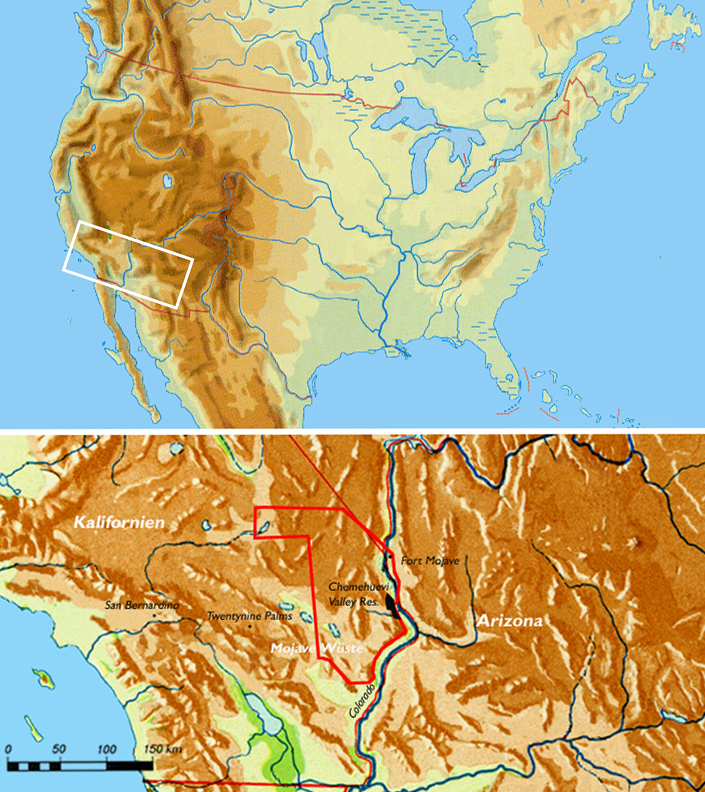
Область проживания племени чемеуэви

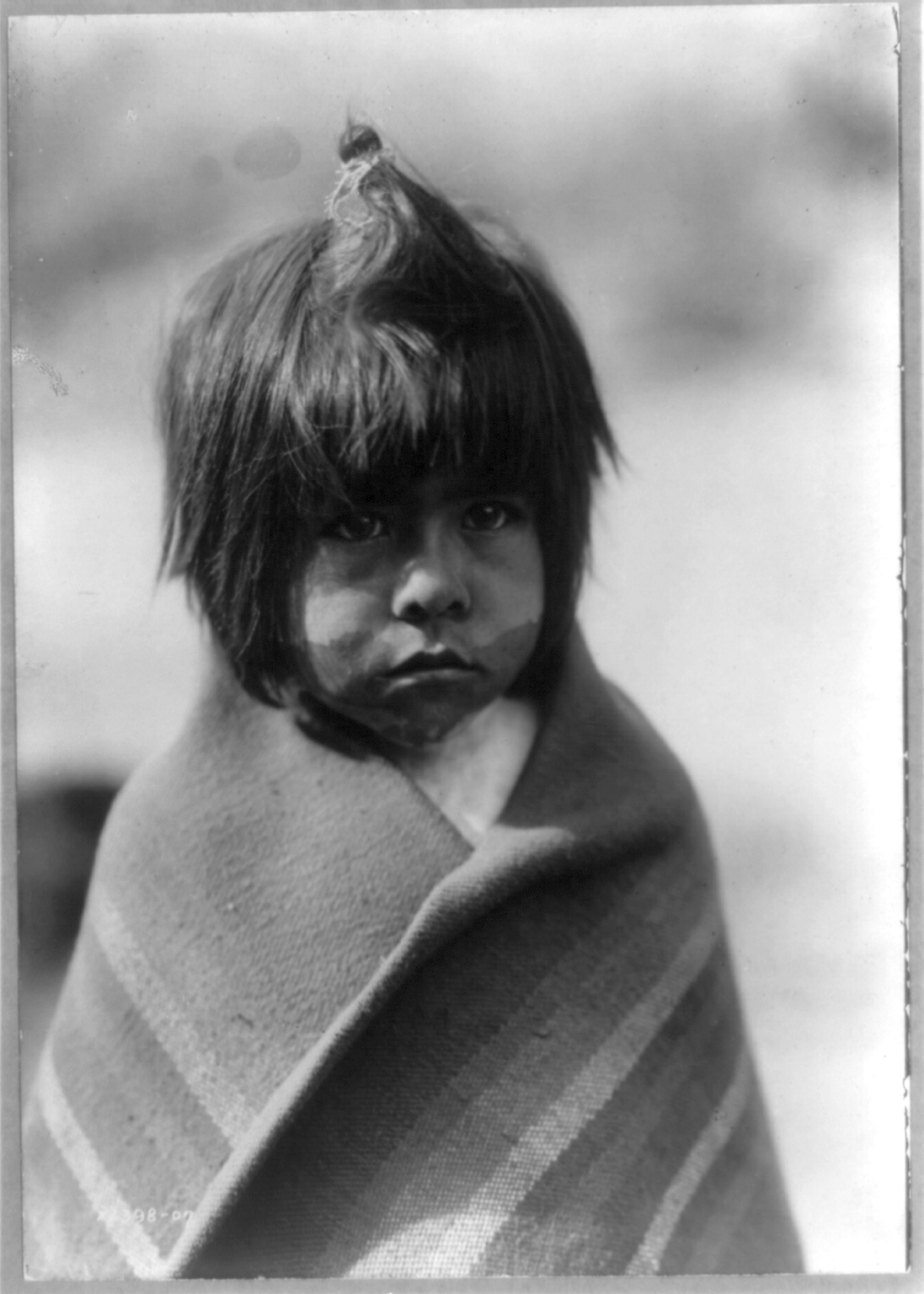
Мальчик из племени чемеуэви. Фотограф Эдвард Кёртис, 1907 г.

Чемеуэви, традиционное написание чемегуэви, на языке мохаве — Chemehuevi, самоназвание Nüwüwü («люди», единств. число Nüwü) — индейский народ, проживающий вместе с народом мохаве в резервации Колорадо-Ривер на территории штата Аризона, а также вместе с пайютами в ряде резерваций Калифорнии.
Язык чемеуэви большинством лингвистов рассматривается как диалект языка юте. Язык практически исчез: во время съёмок в 2008 году документального фильма The Linguists лингвисты Грег Андерсон и Дэвид Харрисон беседовали с последним носителем языка.

## История и традиционная культура
Первоначально чемеуэви проживали в пустыне между племенными группами пайютов-нуму и пайютов-шошонов. После прибытия на эти земли европейцев чемеуэви обитали в основном на востоке пустыни Мохаве, а позднее — в долине Чемеуэви вдоль реки Колорадо в Калифорнии. По образу жизни чемеуэви были кочевниками, и в связи со скудостью ресурсов в пустыне жили небольшими группами.
Наиболее подробную коллекцию материалов по истории, культуре и мифологии чемеуэви собрала Каробет Лэйрд, вместе со своим вторым мужем, выходцем из племени чемеуэви Джорджем Лэйрдом — одним из последних, кто вырос в традиционной культуре племени. Каробет выражает свои впечатления о культуре племени следующим образом:

Характер племени чемеуэви состоит из полярностей, которые скорее дополняют друг друга, чем противоречат. Они разговорчивы, но способны и помолчать; общительные, и в то же время настолько близкие к природе, что отдельные семьи или даже отдельные мужчины могут жить и путешествовать длительное время вдали от других людей; гордые, но способные к тонкой самоиронии. Они в какой-то мере консервативны, и в то же время ненасытно любопытны, готовы расспрашивать о новых способах и даже усваивать их: посещать другие племена, как дружественные, так и враждебные; говорить на чужих языках, петь чужие песни и брать в жёны чужеземок. [P. 4]
Каробет Лэйрд пишет, что традиционная территория чемеуэви охватывала пустыню Хай-Дезерт от реки Колорадо на востоке и до гор Техачапи на западе, и от области Лас-Вегаса и Долины смерти на севере до гор Сан-Бернардино на юге, и таким образом, затрагивала территории современных штатов Аризона, Калифорния и Невада (Laird 1976).